# Henry Tufton (1er baron Hothfield)
Pour les articles homonymes, voir Tufton.
Henry James Tufton, 1er baron Hothfield (4 juin 1844-29 octobre 1926), titré 2e baronnet, de 1871 à 1881, est un pair britannique, homme politique libéral et propriétaire et éleveur de chevaux de course.

## Biographie
Il est le fils de Richard Tufton, 1er baronnet, et de son épouse Adélaïde Amélie Lacour. Son père est réputé être le fils naturel d'Henry Tufton, 11e et dernier comte de Thanet, et hérite des domaines de Tufton, dont le château de Skipton, à la mort du comte en 1849. Hothfield succède à son père comme deuxième baronnet en 1871 et en 1881, il est élevé à la pairie en tant que baron Hothfield, de Hothfield dans le comté de Kent. La même année, il est nommé Lord Lieutenant du Westmorland, poste qu'il occupe jusqu'en 1926. En 1886, il sert également brièvement comme Lord-in-waiting (whip du gouvernement à la Chambre des lords) dans l'administration libérale de William Ewart Gladstone. Il est également un éminent éleveur et propriétaire de chevaux de course.
Lord Hothfield épouse Alice Harriet, fille du révérend William James Stracy-Clitherow, en 1872. Il est décédé en octobre 1926, à l'âge de 82 ans, et son fils aîné John lui succède. Lady Hothfield est décédée en 1914.